# خيزران (بلدة)
خيزران هي بلدة لبنانية في قضاء صيدا، في محافظة الجنوب .

## الموقع
خيزران هي بلدة ساحلية، ممتدة بين بلدة الصرفند     والسكسكية وعدلون.
تبعد عن بيروت 58 كلم، عن صيدا حوالي 14 كلم، وعن مدينة صور حوالي 28 كلم، وترتفع من صفر إلى 50متراً عن سطح البحر.
تحدها من الشمال بلدة الصرفند، ومن الشرق السكسكية والصرفند، ومن الجنوب عدلون وأنصارية، ومن الغرب تطل على البحر.

## التسمية
تعود تسمية البلدة، لأسم نبع يقع جنوبي الصرفند سمي بنع الخيزران تيمنا" بالخيزران الذي كان يتواجد بكثافة في تلك المنطقة.

## اهميتها
يعتبر ساحل خيزران من أهم الشواطئ السياحية في لبنان، وهو ضمن موسوعة الشواطئ السياحية في العالم، ويشتهر بمطاعمه ومقاهيه، ومنتجعاته السياحية.

## دوائرها ومؤسساتها
في البلدة العديد من المؤسسات التجارية والمراكز الطبية منها مؤسسة مشلب و نصرالله للألمينيوم والزجاج،  مطعم السي فيو، مستشفى فقيه، ومركز فقيه الطبي، وفندق المونس، وميناء آل فقيه (المونس)، بالإضافة إلى تعاونية نقابة صيادي الاسماك في ساحل خيزران ونقابة مطاعم خيزران.

## آثارها
اكدت دراسات وجود مرفأ يعود إلى الحقبة الفينيقية والرومانية في خيزران، وقد أكدت هذه الدراسات وجود أكثر من مرفأ وهي ثلاثة واحدٌ في الصرفند وأخر في خيزران وآخر في عدلون. 

## السكان والعائلات
عدد سكان بلدة خيزران يزيد عن 1200 نسمة، قدموا من بلدتي السكسكية والصرفند و عدلون وغيرها واقاموا في هذه المنطقة.
آل فقيه العائلة الكبرى في بلدة خيزران، حوالي 70% من ابنائها، اتوا من السكسكية، حيث يسجلون 420 ناخب.
وهناك عائلات: أخضر، خليفة، خروبي، السبليني، يونس، زين، حيدر، عباس، عامر، علاء الدين، نصرالله.
وهذه العائلات تنتخب في مسقط رأسها الاصلي وليس هناك سجلات نفوس لبلدة خيزران أو مجلس بلدي خاص فيها وهي تتبع عقاريا واداريا إلى الصرفند والسكسكية.